# Caplutta Sogn Antoni

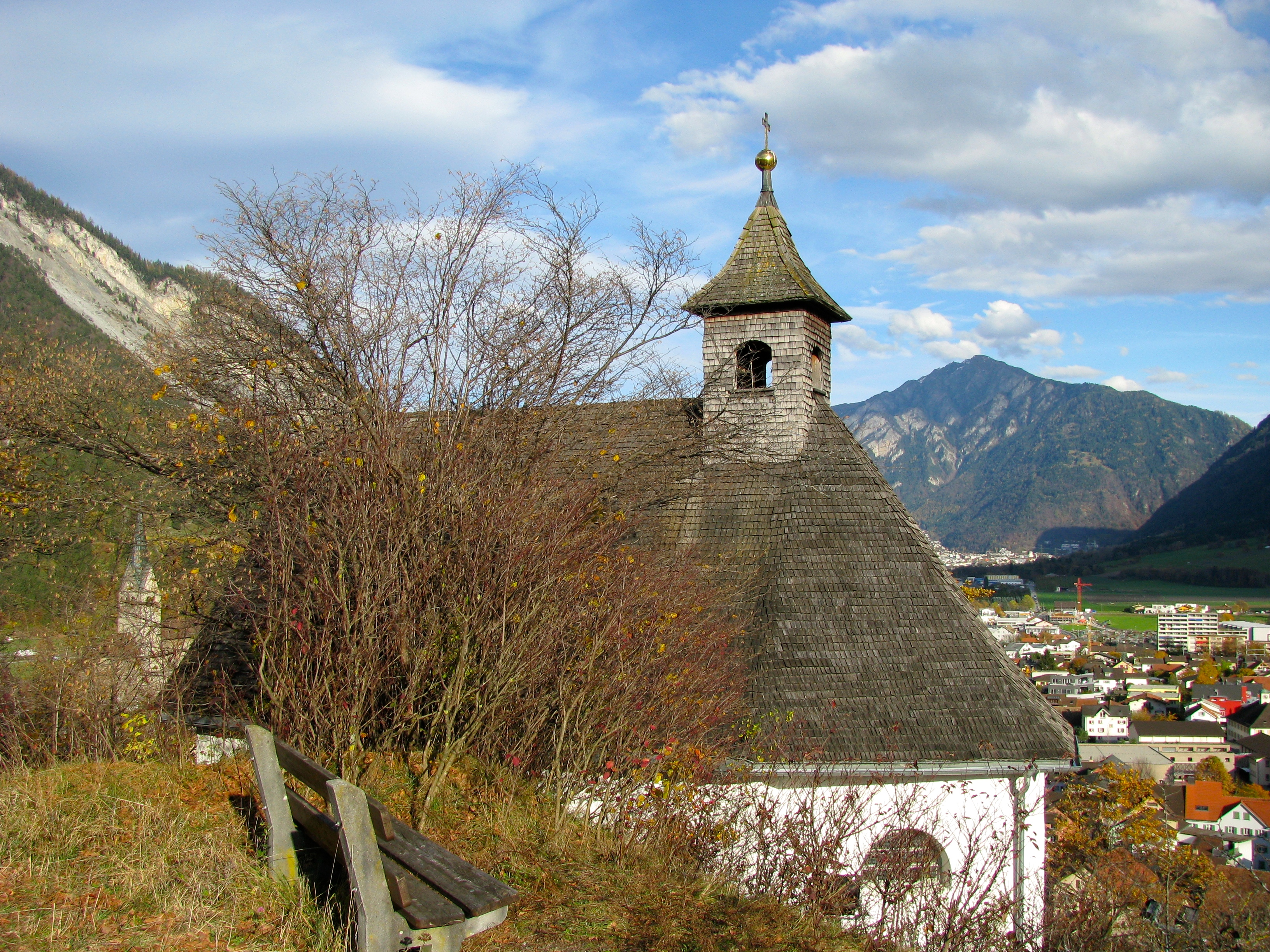
Ansicht der Kapelle

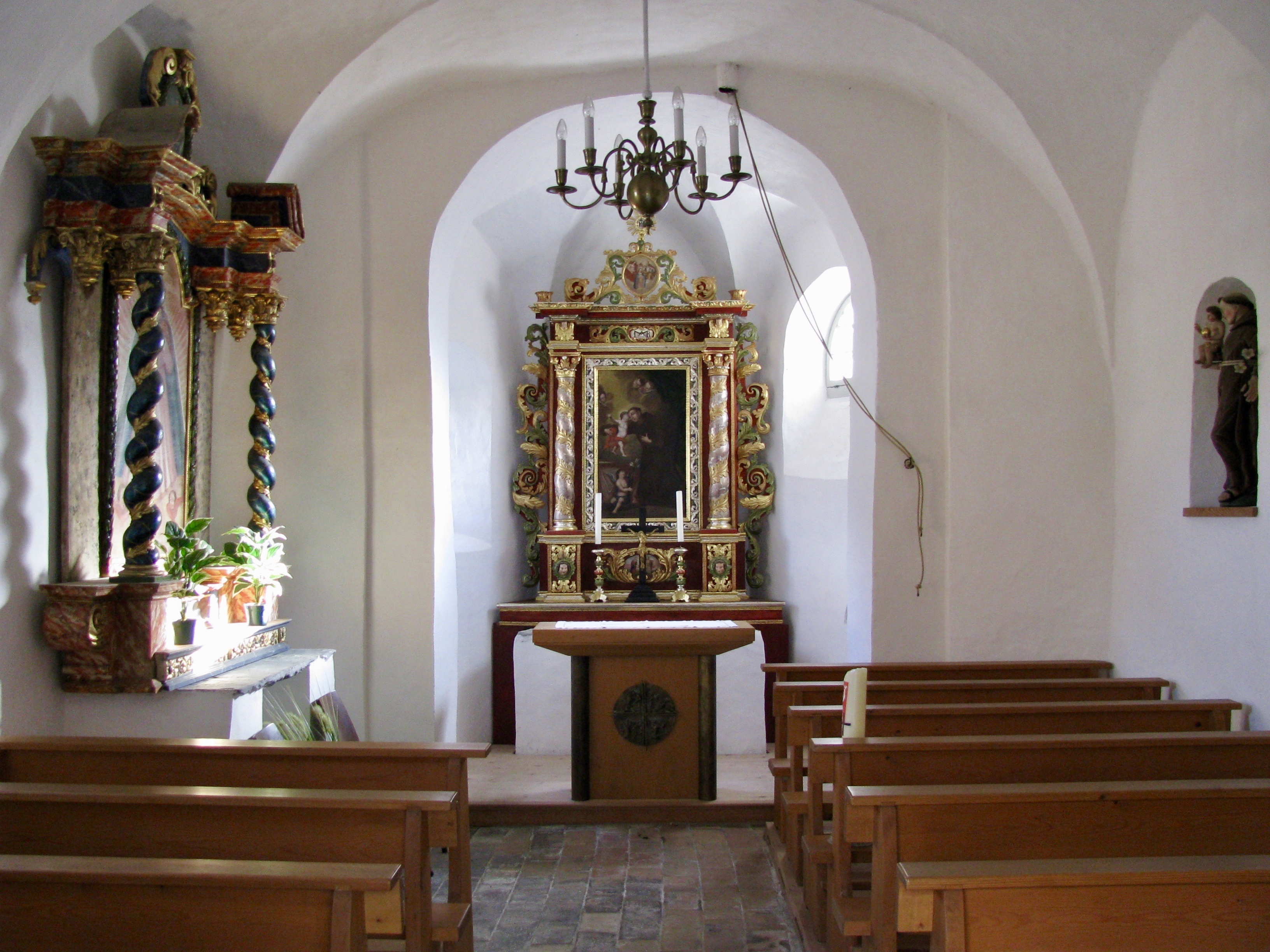
Innenansicht der Kapelle

Die Caplutta Sogn Antoni (Antoniuskapelle) in Domat/Ems im Kanton Graubünden in der Schweiz steht auf der Kuppe der Tuma Casté (Schlosshügel). Sie ist dem Hl. Antonius von Padua geweiht. Die Kapelle wurde 1725 errichtet und 1995 grundlegend renoviert. Sie steht seit 1995 unter kantonalem und nationalem Denkmalschutz. Auf dem Hügel stand vermutlich bis ins 15. Jahrhundert die Burganlage von Domat/Ems.

## Inneres
Der Bau ist ungegliedert und wird von einem schindelgedeckten Satteldach überfangen. An das kreuzgratgewölbte zweiachsige Schiff schliesst sich ein polygonal geschlossener, eingezogener Chor mit Stichkappengewölbe an. Der Hauptaltar stammt aus der Entstehungszeit der Kapelle und zeigt eine Darstellung des Antonius von Padua. Der hochbarocke Seitenaltar ist der Jungfrau Maria geweiht. Der Marienaltar besitzt noch seine Originalfassung.